# Selbitz (Bavière)
Selbitz est une ville de Bavière (Allemagne), située dans l'arrondissement de Hof, dans le district de Haute-Franconie.
Sa population était de 4,274 habitants en 2023.